# Eds kyrka, Värmland
Eds kyrka är en kyrkobyggnad som tillhör Ed-Borgviks församling i Karlstads stift. Kyrkan ligger en halvmil söder om Grums.

## Kyrkobyggnaden
Första kyrkan på platsen uppfördes av trä på 1200-talet och ersattes av en ny träkyrka på 1500-talet.
Nuvarande kyrka uppfördes 1783-1785 under ledning av byggmästare Sven Hertz. 31 augusti 1788 ägde invigningen rum.
Kyrkan har en stomme av sten och består av ett rektangulärt långhus med tresidigt avslutat kor i öster. Öster om koret finns en utbyggd sakristia. Under sakristian finns ett före detta gravkor. Vid långhusets västra kortsida finns kyrktornet med vapenhus och ingång. Torntaket har en fyrkantig lanternin vars väggar och tak är klädda med kopparplåt. Långhuset har ett sadeltak som är belagt med glimmerskiffer.
Kyrkorummet har ett trätunnvalv som är målat i gråblått. Koret ligger 15 centimeter högre än övriga kyrkorummet.

## Inventarier
- Predikstolen tillverkades 1701 av bildhuggare Nils Falk.
- Altaruppsatsen är från 1720-talet..

På Eds kyrkogård finns 8 gravkors av järn utformade som livsträd med "spelande löv". (varav fyra i kyrkan). De utgör familjegravar för smeder då på varje kors fanns från början flera namn inristade med födelse och dödsdatum på de olika korslederna. De äldsta korsen är från 1700-talet. Inte långt från kyrkan fanns från 1600-talet Uppsala järnbruk med tyska- och vallonsmeder.
I kyrkan finns också taklampa med glaskulor utformad av glasblåsare från närliggande Liljedals glasbruk.

### Orgel
- 1879 byggde E A Setterquist & Son, Örebro en orgel med 10 stämmor.
- 1945 byggde Olof Hammarberg, Göteborg en orgel med 22 stämmor. Den är pneumatisk och har fria och fasta kombinationer.

| Manual I      | Manual II     | Pedal         | Koppel   |
| Principal 8´  | Gedakt 8´     | Subbas 16´    | I/P      |
| Rörflöjt 8'   | Principal 4'  | Borduna 8´    | II/P     |
| Oktava 4'     | Blockflöjt 4' | Nachthorn 4'  | II/I     |
| Flöjt 4'      | Nasard 2 2/3' | Mixtur 3 chor | II 16'/I |
| Kvinta 2 2/3' | Gemshorn 2'   | Basun 16'     |          |
| Oktava 2'     | Ters 1 3/5'   |               |          |
| Mixtur 4 chor | Oktava 1'     |               |          |
| Trumpet 8'    | Scharf 3 chor |               |          |
|               | Regal 8'      |               |          |

## Galleri

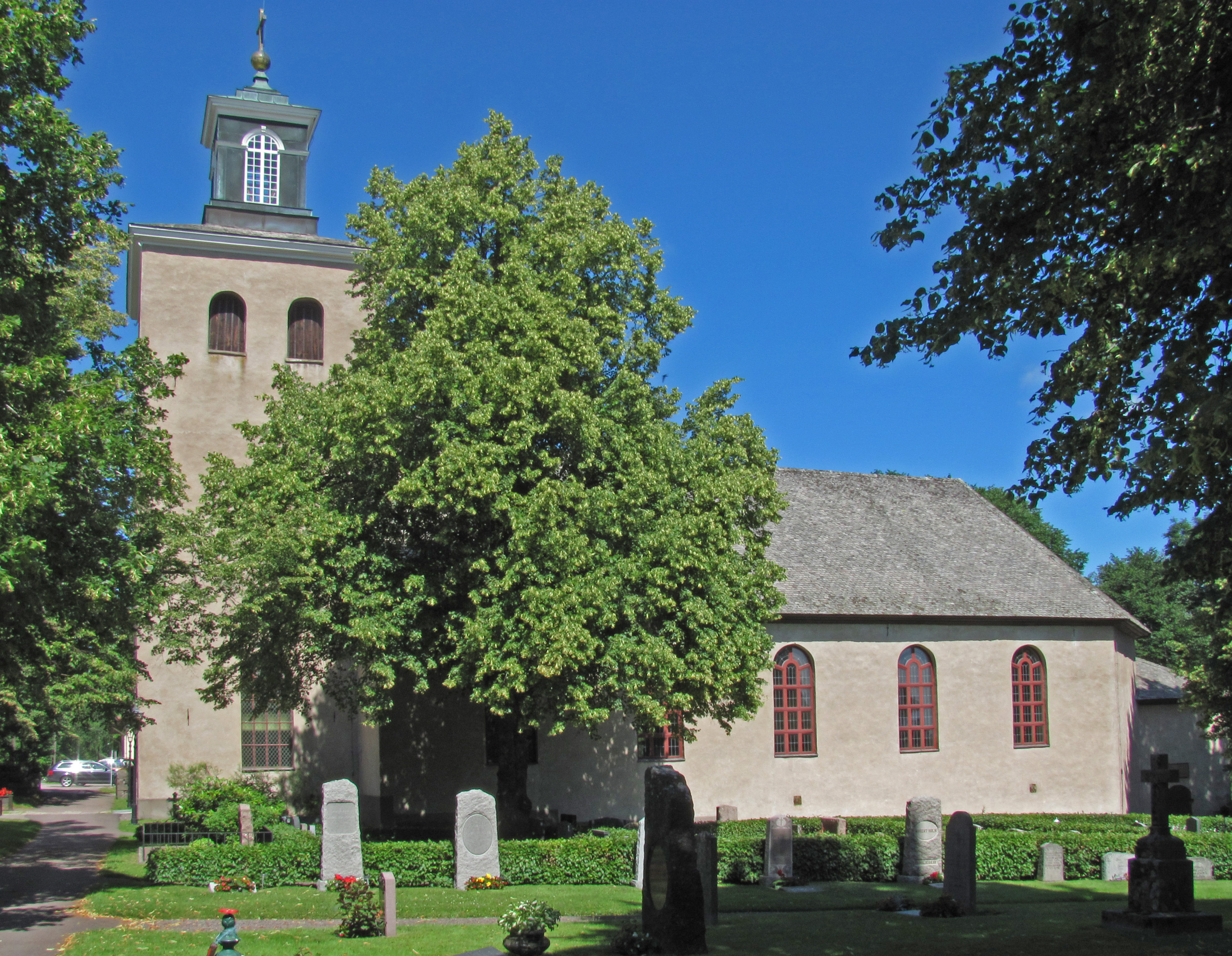
Eds kyrka från söder
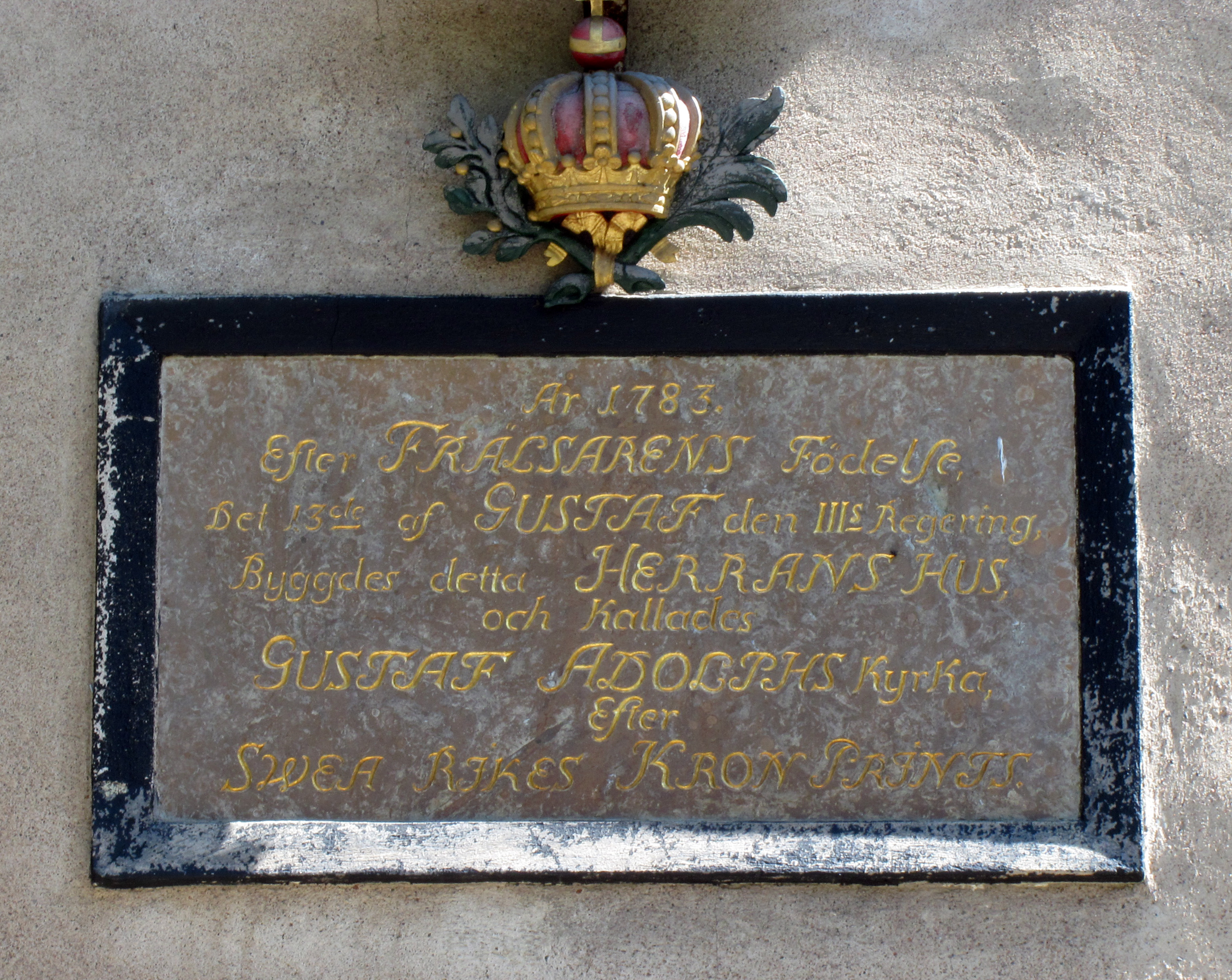
Tavla ovanför kyrkporten
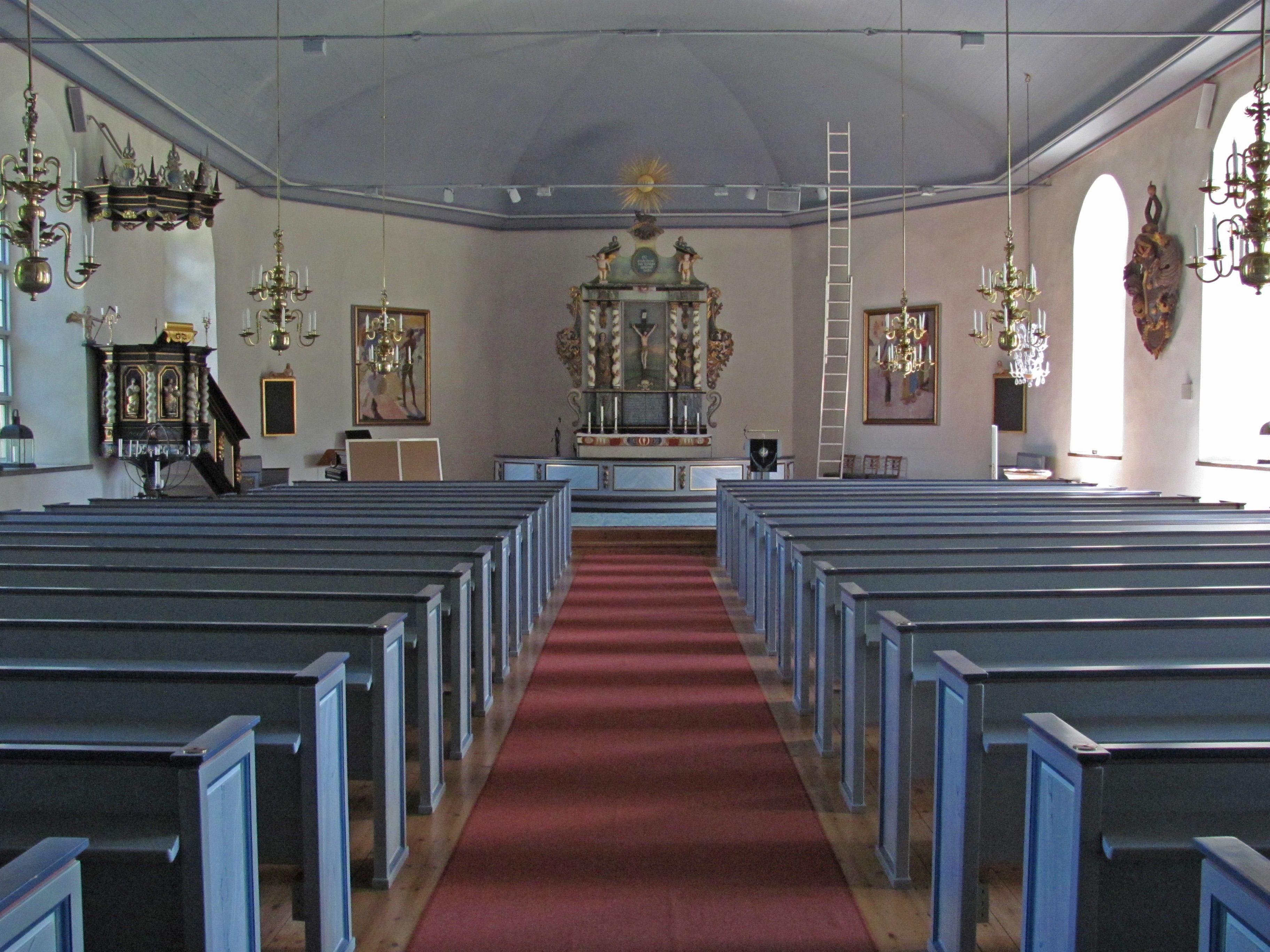
Kyrkorummet
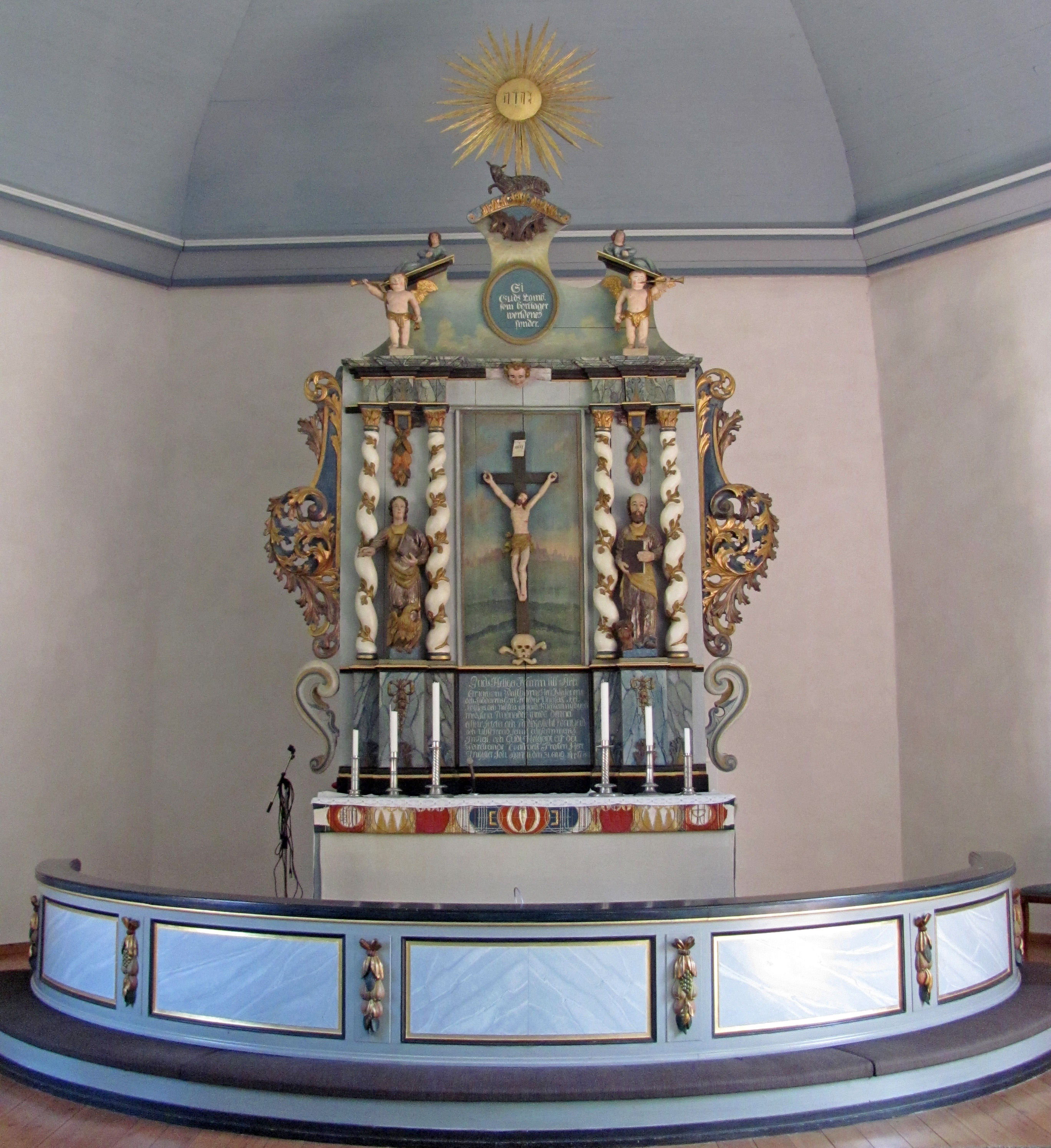
Altaret
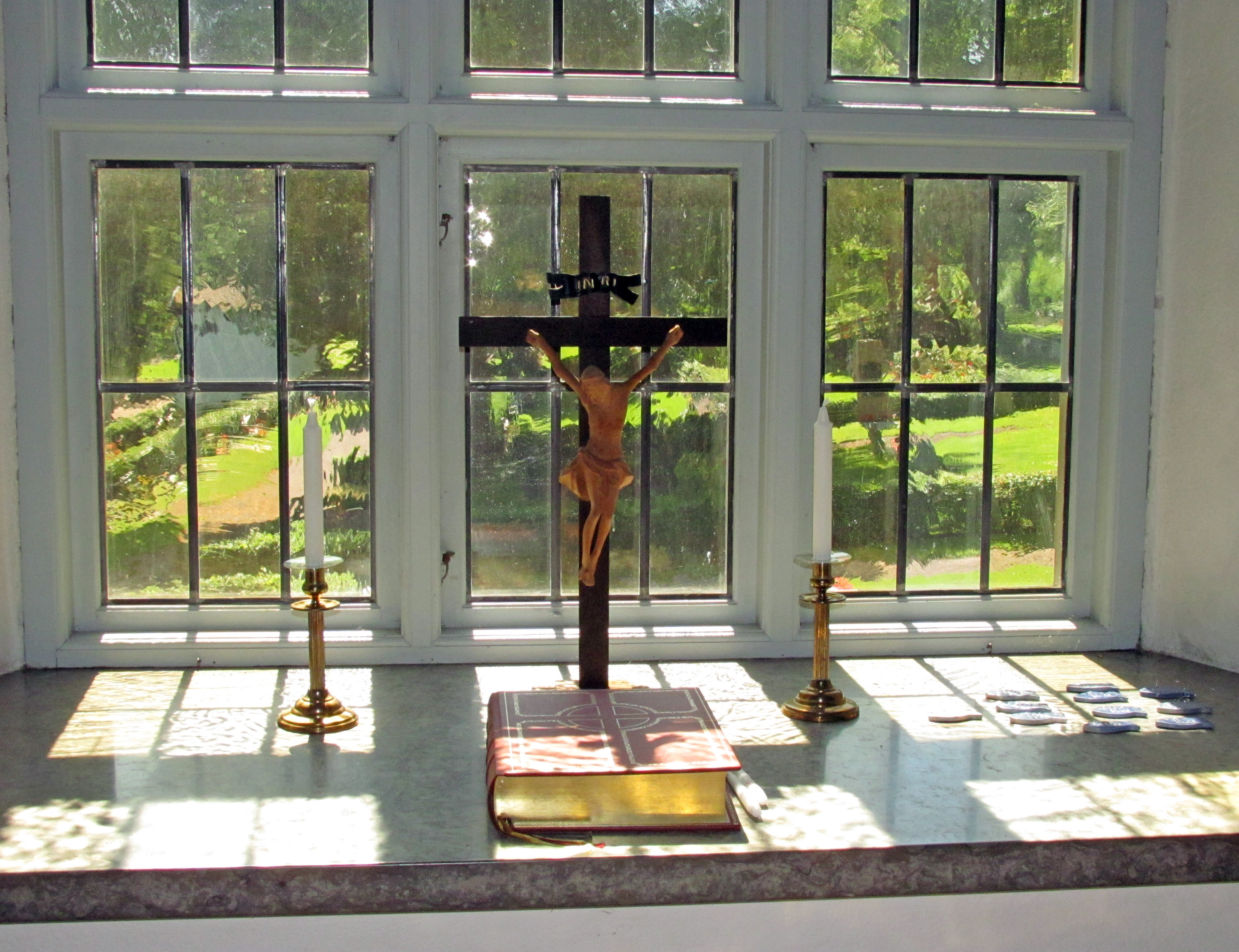
Krucifixet
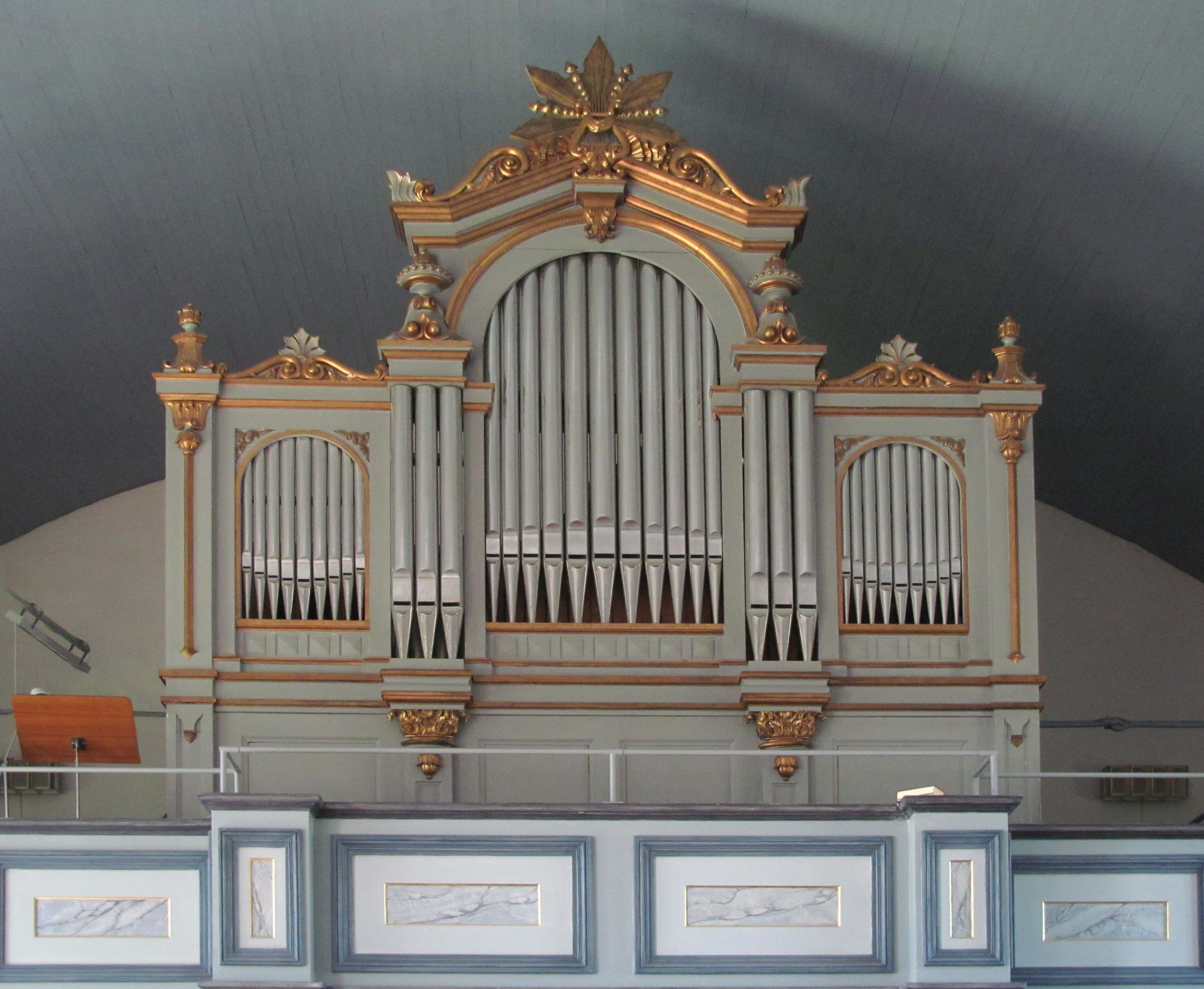
Orgeln
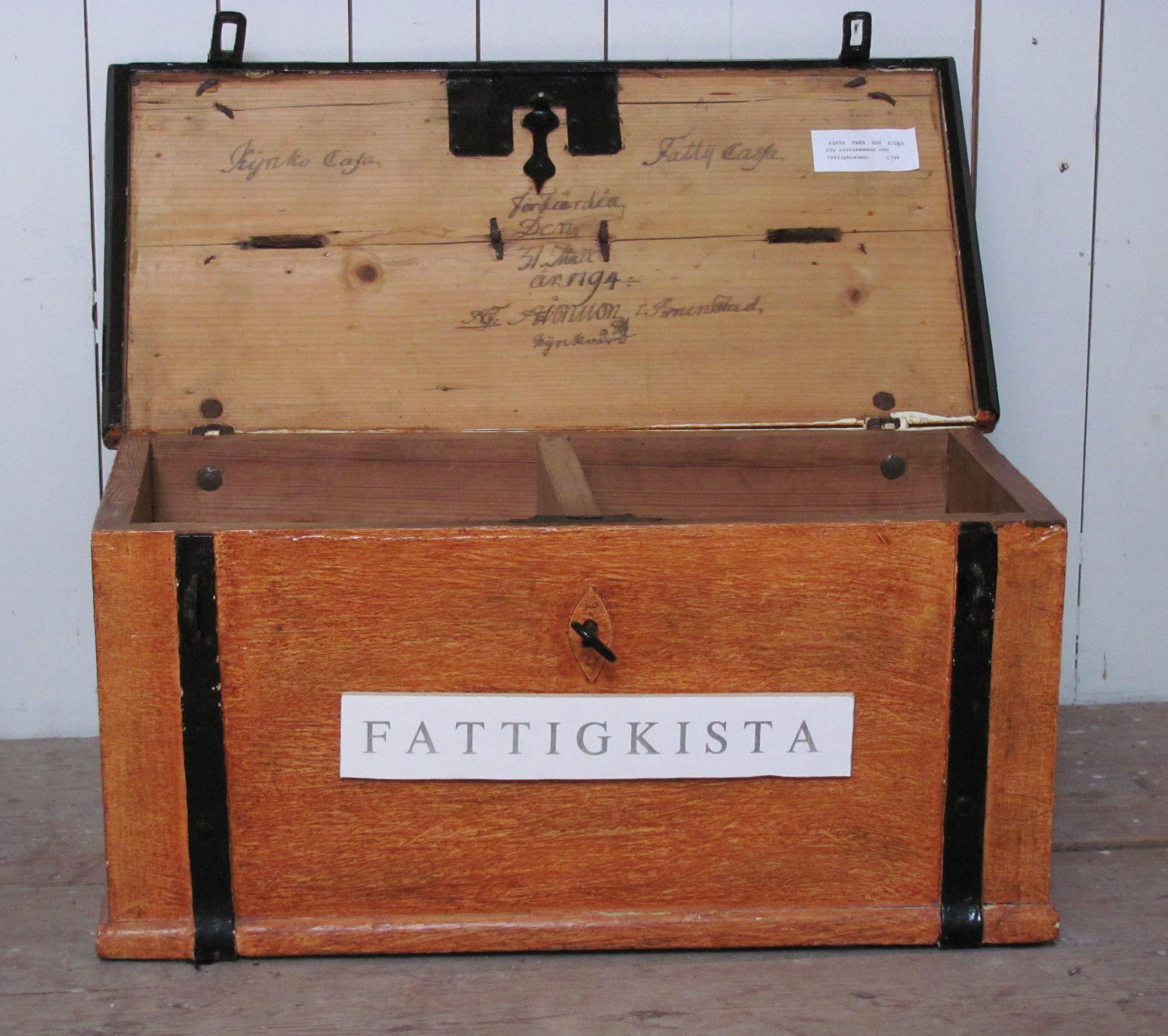
Fattigkistan

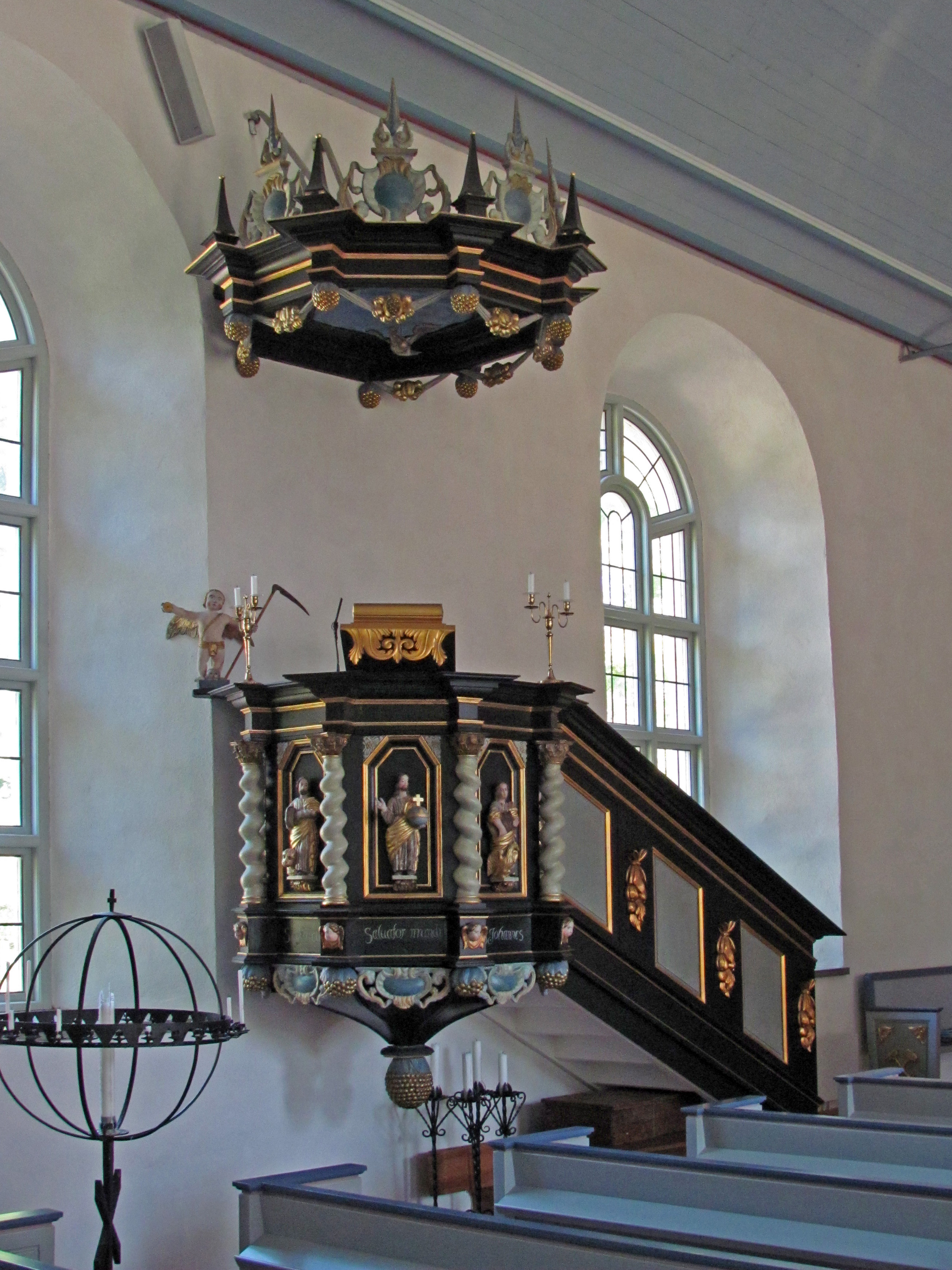
Predikstolen
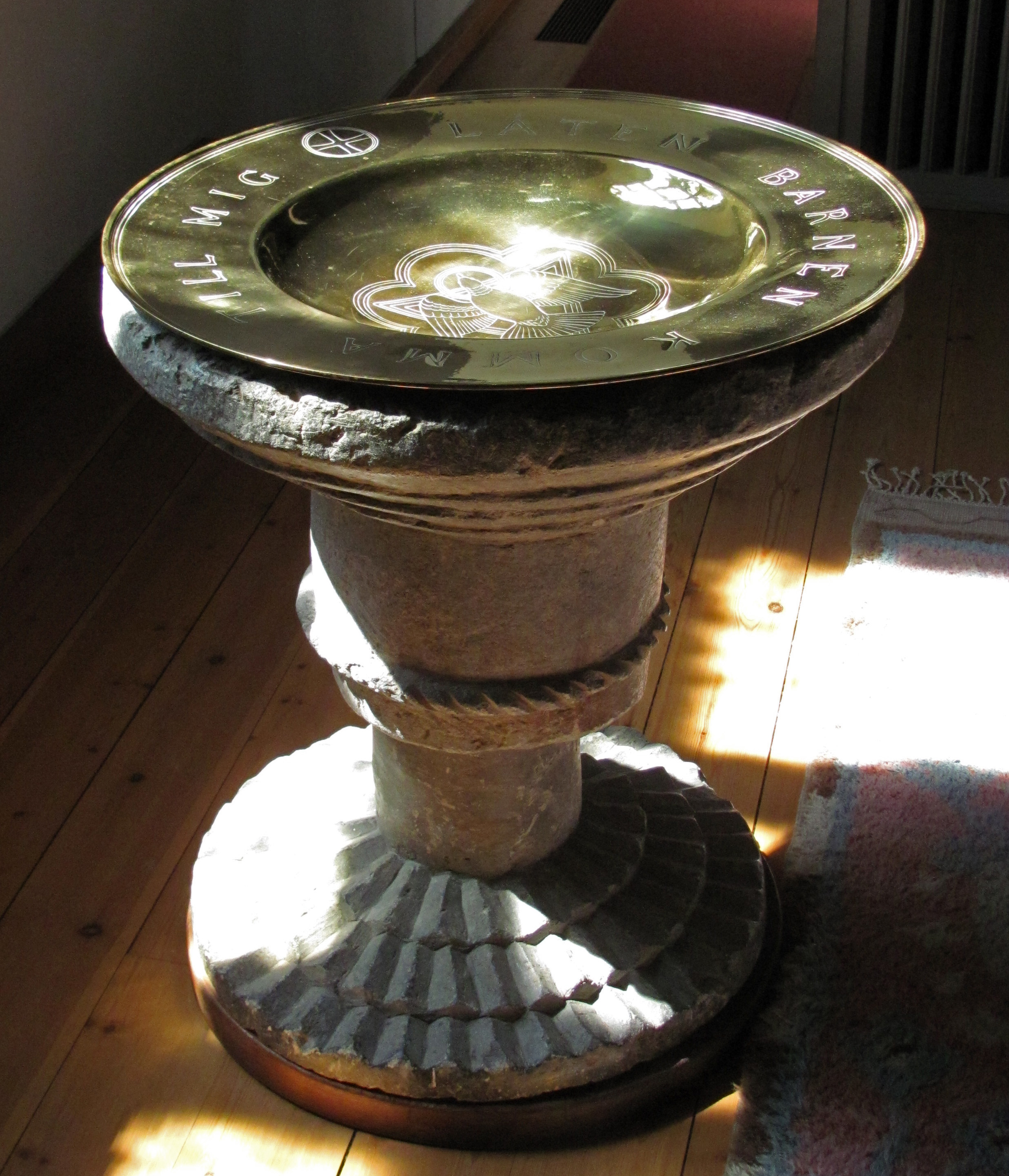
Dopfunten
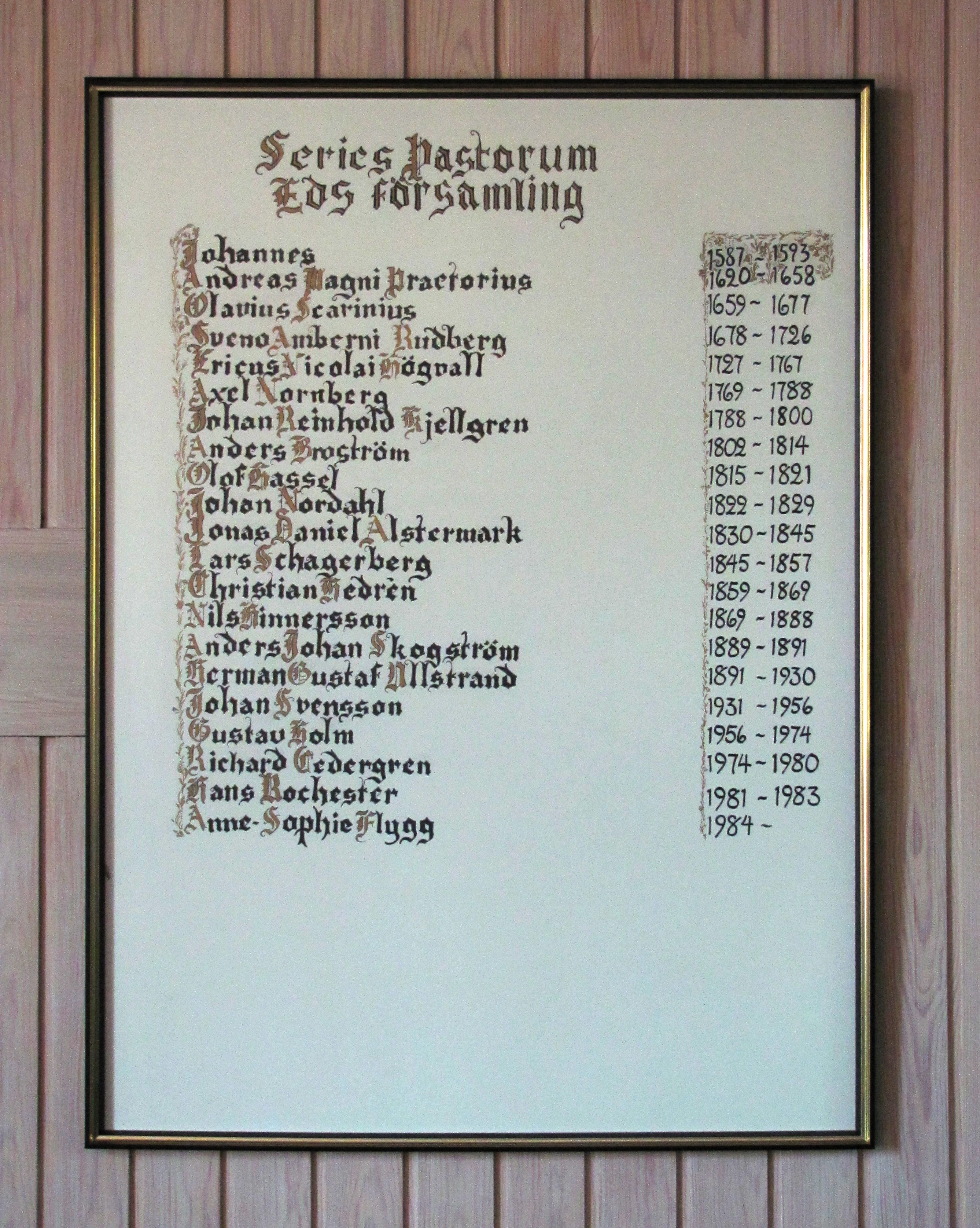
Series Pastorum Eds församling

### Webbkällor
- Kyrkor i Karlstads stift Del I, Utgiven av Värmlands Museum och Karlstads stift, 2008, ISBN 91-85224-71-5
- byggnadspresentation
- anläggningspresentation